# Mark Rosenfelder
Mark Rosenfelder é um ideolinguista dos Estados Unidos. É o criador do website Zompist.com (também denominado The Metaverse). O Zompist apresenta ensaios sobre HQs, política, linguagem e ciência, bem como uma descrição detalhada de Almea, mundo fictício criado por Rosenfelder. O sítio também é a sede do Language Construction Kit, artigo de Rosenfelder que introduz novos ideolingüistas ao hobby.
Muitas características deste sítio da Internet têm sido destacadas pela imprensa, incluindo seus testes culturais, excertos humorísticos de livros, sua coleção de números em mais de 4500 idiomas e pelo "Language Construction Kit" .